# Dark ambient
Dark Ambient sendo um subgênero da Música ambiente tem como característica a diversidade.
Surgindo entre os anos de 1980 e 1990 onde a música passou por grandes evoluções em termos de novas tecnologias como unidade de efeitos, sintetizadors e samplers para a criação,desenvolvimento e modo da fazer a música.Sua música traz um tom obscuro, denso, enigmático, desconcertante e oculto, geralmente livre de derivados e conexões com
outros gêneros ou estilos.

## Dark Ambient no Brasil
Apesar do pouco reconhecimento no mainstream, o gênero passa por um crescimento considerável dentro da cena underground, sendo que certas bandas da cena brasileira conseguiram inclusive projeção internacional nos últimos tempos, com trabalhos lançados no exterior, boa parte das vezes em colaboração com artistas estrangeiros. Deve-se muito do sucesso desses artistas a coletâneas e compilados que foram promovidos ao redor do mundo, assim como os mostrados a seguir

### Coletâneas/Compilações
- Lost Pieces
- Noite na Taverna[2][3]
- Necronomusick
- Ambientescuro
- Noli Me Tangere

## Década de 1990
Na década de 1990 algumas bandas criam um crossover de black metal com dark ambient para a sua música (também chamada de black ambient). A primeira banda a inovar nessa música ambiente foi o Burzum.